# China Southern Cargo
China Southern Cargo est une compagnie aérienne cargo chinoise. Filiale de China Southern Airlines fondée en 2001, elle fait partie de l'alliance de compagnies aériennes SkyTeam Cargo depuis novembre 2010, date à laquelle elle devient son huitième membre. Elle exploite cinq B777-200F, deux B747-400F et un A300-600F.

## Annexe